# Scuola di economia di Varsavia
La Scuola di economia di Varsavia (Szkoła Główna Handlowa w Warszawie, SGH).

## Storia
L'università venne fondata nel 1906 come scuola privata con il nome di "Corsi privati di economia e commercio per uomini - August Zieliński". Il 30 luglio 1919 divenne un'entità legale separata acquisendo lo status di istituzione di alta educazione.